# Saudaraba buettikeri
Saudaraba buettikeri är en insektsart som beskrevs av Dlabola 1979. Saudaraba buettikeri ingår i släktet Saudaraba och familjen hornstritar. Inga underarter finns listade i Catalogue of Life.